# Kantonsspital Obwalden

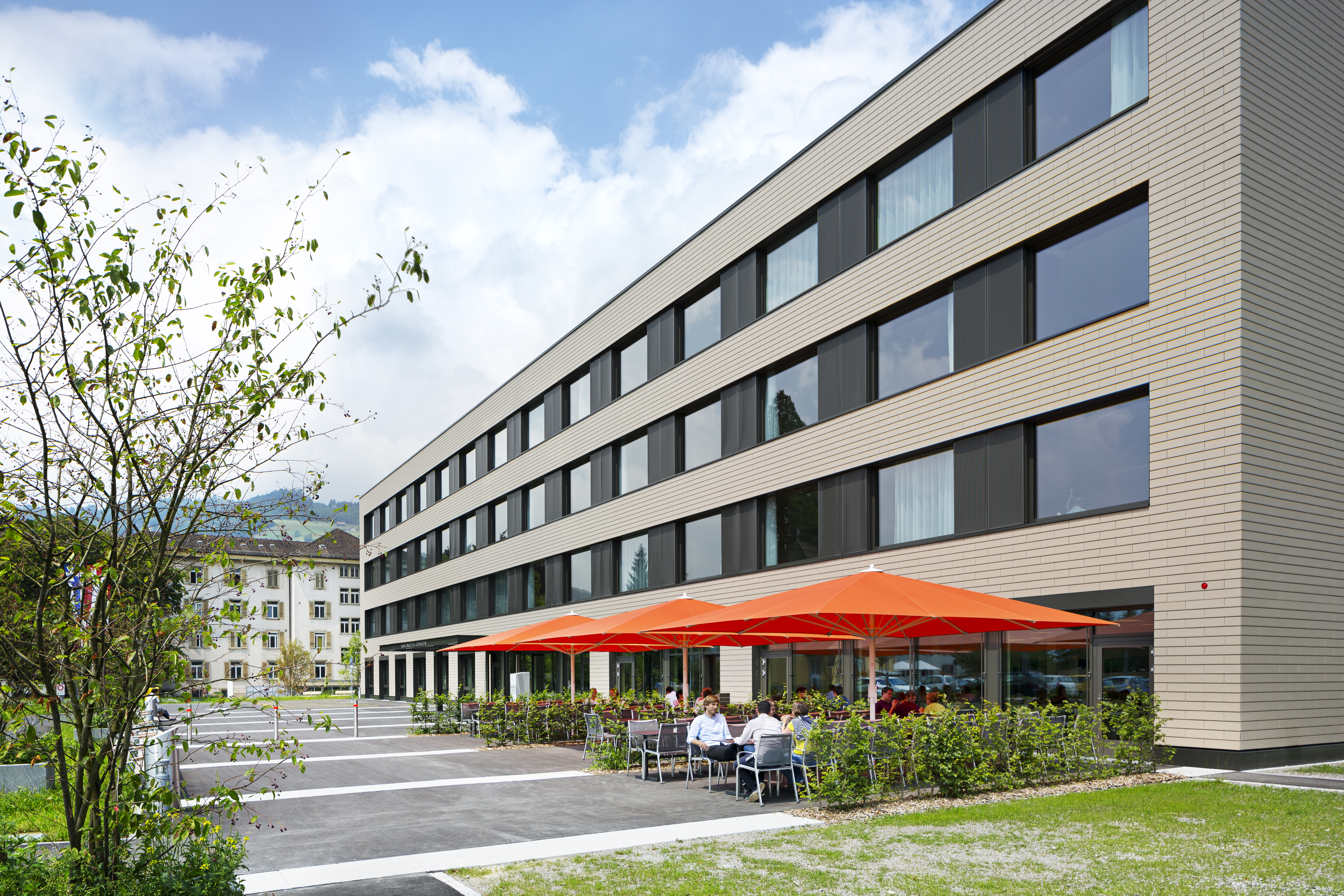
Bettentrakt, Juni 2014

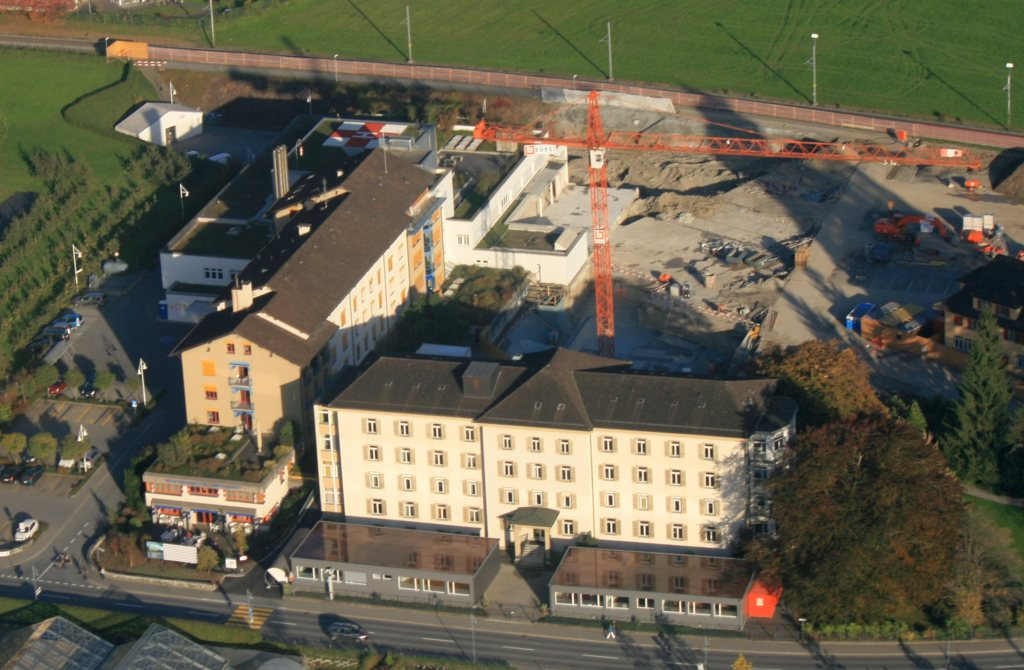
Luftaufnahme des Kantonsspitals vom Oktober 2012. Oben rechts die Baustelle zum Neubau des Bettentrakts.

Das Kantonsspital Obwalden (KSOW) in Sarnen ist das einzige Spital im Kanton Obwalden. Es ist eine Anstalt des öffentlichen Rechts. Das KSOW stellt die akut-medizinische Grundversorgung für die Bevölkerung von Obwalden sicher.

## Abteilungen
Das Kantonsspital Obwalden ist ein Grundversorgungsspital mit den vier Kliniken Innere Medizin, Allgemein-, Unfall- und Viszeralchirurgie, Orthopädie, Frauenklinik und der Anästhesie.
Beleg- und Konsiliarärzte ergänzen das klinische Angebot in den Bereichen Urologie, Hals-Nasen-Ohren-Heilkunde, Augenheilkunde, Neurochirurgie, Gynäkologie, Geburtshilfe, Pädiatrie, Angiologie, Rheumatologie und Zahnmedizin.

## Diagnose- und Therapiemöglichkeiten
Das Spital bietet folgende Diagnose- und Therapiemöglichkeiten an: Radiologie (konventionell, CT, MRI, Ultraschall), Labor, Physiotherapie, Schmerzmedizin, Tagesklinik Medizin mit Onkologie, Venentherapie, Gastroenterologie/Endoskopie, Wundambulatorium und Ergotherapie.

## Zahlen und Fakten
Das Kantonsspital Obwalden verfügt über 63 Betten, alle in Einer- und Zweierzimmern im 2014 in Betrieb genommenen neuen Bettentrakt des Akutspitals. Im Jahr 2016 wurden erstmals über 4000 Patienten stationär behandelt und 40'200 ambulante Konsultationen durchgeführt. Das Spital hat rund 500 Mitarbeitende und hat damit in der Liste der grössten Arbeitsgeber der Zentralschweiz den Platz 57.

## Geschichte
Bereits im Jahr 1525 war auf der Spitalmatte in Sarnen ein Spittel urkundlich verbürgt. Dort wurden Arme und Bedürftige behandelt. 1850 beschloss das Kantonsparlament, den Spittel durch eine neue Kranken- und Strafanstalt zu ersetzen. Zur Eröffnung des neuen Spitals am 22. Januar 1856 kamen Schwestern vom Heiligkreuz, die heutigen Ingenbohlerinnen, nach Sarnen, um die Pflege der Patienten zu übernehmen. Ab 1897 wurde ein Ausbau geplant und 1911 wurde dieser eröffnet. Zwischen 1954 und 1956 wurde das Spital erneut ausgebaut. 1972 brachte das neue Spitalgesetz unter anderem auch den Wechsel zum Chefarztsystem: Gegen die Opposition der Hausärzte wurden erstmals Chefärzte eingestellt, welche den Spitalbetrieb übernahmen. 1996 wurde für 40 Millionen Franken ein neuer Behandlungstrakt fertiggestellt, und die psychiatrische Klinik wurde eröffnet.
Im März 2012 hat das Obwaldner Volk in einer Abstimmung mit 87,4 % der Stimmen den Umbau und den Ersatz des Bettentrakts für 40,4 Millionen Franken gutgeheissen. Von August 2012 bis Mai 2014 wurde der Neubau mit den 63 stationären Betten erstellt.

## Kooperationen
Das Kantonsspital Obwalden arbeitet mit dem Luzerner Kantonsspital als Zentrumsspital zusammen. Mit der Schulthess Klinik in Zürich besteht eine Kooperation zur Behandlung orthopädischer Patienten. Die Anfang der 2000er Jahr begonnene Zusammenarbeit mit dem Kantonsspital Nidwalden wurde sukzessive bis Mitte 2015 wieder aufgelöst.
Bis Ende 2016 wurde die 1997 gegründete Klinik Psychiatrie für die Patienten von Obwalden und Nidwalden durch das Kantonsspital Obwalden geführt. Diese wurde im Rahmen eines optimierten Versorgungskonzeptes der drei Kantone Luzern, Obwalden und Nidwalden per 1. Januar 2017 in die Luzerner Psychiatrie (Lups) überführt. Die Lups führt seitdem den Betrieb in Sarnen im bisherigen Umfang weiter. Es besteht eine enge Zusammenarbeit zwischen KSOW und Lups in verschiedenen Bereichen.